# Сайфуллаев, Бахтиёр Сайфуллаевич

Бахтиёр Сайфуллаевич Сайфуллаев (узб. Sayfullayev Baxtiyor Sayfullayevich, 1 апреля 1951 — 14 февраля 2023) — узбекский деятель культуры, политик и государственный деятель, доктор педагогических наук (PhD) (1987), профессор (2012). Заслуженный работник культуры Республики Узбекистан (2000). Заслуженный деятель искусства Республики Каракалпакстан (2008).

## Биография
Родился 1 апреля 1951 году в г. Ташкенте (УзССР).
1968—1972 гг. — студент Ташкентского театрально-художественного института имени А. Н. Островского (ныне Государственный институт искусств и культуры Узбекистана);
1974—1982 гг. — преподаватель, заместитель декана, декан факультета Ташкентского государственного института культуры;
1982—1986 гг. — докторант Ленинградского (Санкт-Петербургского) государственного института культуры;
1986—2000 гг. — заведующий кафедрой «Режиссура массовых праздников», декан факультета Ташкентского государственного института культуры;
2002—2005 гг. — ректор Ташкентского государственного института искусств;
2005—2012 гг. — первый заместитель по делам культуры министра по делам культуры и спорта Республики Узбекистан; (Министр Алишер Азизходжаев),
2012—2017 гг. — первый ректор Государственного института культуры и искусства, созданного на базе Государственного института искусства Узбекистана и Ташкентского государственного института культуры;
2017—2020 гг. — ректор Государственной консерватории Узбекистана.[2]
2017—2020 гг. — Министр культуры Республики Узбекистан; [3] (Премьер министр Абдулла Арипов)
С 2020 г. — Председатель Комитета Сената (Верхняя палата) Олий Мажлиса Узбекистана по вопросам молодежи, культуры и спорта.
20 января 2020 года, во время выборов на заседании Сената Олий Мажлиса Узбекистана было избрано новое руководство Сената и глав комитетов, в числе которых был Сайфуллаев Бахтиёр Сайфуллаевич.
В 1987 году защитил докторскую диссертацию под руководством профессора Д. М. Генкина в Ленинградском (Санкт-Петербургском) институте культуры. В 2000 году присвоены почётные звания «Заслуженный работник культуры Республики Узбекистан», в 2008 году «Заслуженный деятель искусства Республики Каракалпакстан».
В 2002 году удостоен звания «Доктор наук» Европейского университета России, в 2003 году награждён «Почетным знаком» Российской академии естественных наук.
Режиссёр и автор сценария более 500 массовых праздников и представлений.
Автор более 10 учебных пособий, монографий более 100 научных статьей.
В 1986 году по инициативе Б. Сайфуллаева впервые в Узбекистане была создана кафедра «Режиссура массовых праздников» по подготовки режиссёров этой специальности при институте культуры (ныне Государственный институт искусства и культуры Узбекистана), и несколько лет заведовал данной кафедрой.
Заслуженный работник культуры Республики Узбекистан (2000 г), Заслуженный деятель искусства Республики Каракалпакстан (2008). Министр культуры Узбекистана (август 2017—2020 года). В 2020 году избран в Сенат Олий Мажлиса Республики Узбекистан председателем Сената Олий Мажлиса председателем комитета верхней палаты Олий Мажлиса Узбекистана по вопросам молодежи, культуры и спорта.
Скончался 14 февраля 2023 года в Ташкенте.

## Семья
Супруга: Адиба Мансуровна Носирова, доктор педагогических наук, профессор, умерла в 2018 году.
Старший сын — Нодирбек Бахтиерович Сайфуллаев (1975 г. р.). Является заведующим сектора развития культуры и искусства Администрации президента Узбекистана, доктор искусствоведения, профессор
Младший сын — Дурбек Бахтиерович Сайфуллаев (1986 г. р.). Проректор в Ташкентском государственном университете Востоковедения, доктор исторических наук, профессор.